# Никулин, Вячеслав Валентинович
Вячеслав Валентинович Никулин (род. 11 июля 1950, Киров) — советский и российский математик, доктор физико-математических наук (1985), профессор. Специалист в области алгебраической геометрии.

## Биография
Родился 11.07.1950 в г. Киров Кировской области. Окончил ФМШ № 18 при МГУ (1965—1967), механико-математический факультет МГУ (1972), аспирантуру Математического института им. В. А. Стеклова (1975), научный руководитель — И. Р. Шафаревич.
В 1977 году защитил кандидатскую диссертацию на тему «Конечные группы автоморфизмов келеровых поверхностей типа {\displaystyle K_{3}}» (опубликована в 1979 году в «Трудах ММО»). В ней построена общая теория конечных групп автоморфизмов поверхностей {\displaystyle K_{3}}, в том числе симплектических, и дана классификация конечных симплектических абелевых групп. С 1975 г. работает в МИАН (МИРАН), в настоящее время — ведущий научный сотрудник отдела алгебры.
Доктор физико-математических наук (1985, специальность ВАК: 01.01.06 — математическая логика, алгебра и теория чисел).

## Научная деятельность
Основные научные интересы: алгебраическая геометрия, зеркальная симметрия, арифметика квадратичных форм, гиперболические группы отражений, гиперболические алгебры Каца — Муди.
В работе «Целочисленные симметрические билинейные формы и некоторые из геометрические приложения» (1979) разработал технику дискриминантных форм для целочисленных симметрических билинейных форм. В качестве геометрических приложений предложил другой подход к описанию конечных симплектических групп автоморфизмов келеровых поверхностей {\displaystyle K_{3}}. Дал вычисление квадратичной формы Милнора двумерных квазиоднородных особенностей функций в терминах разрешения особенностей, в приложении к 14 исключительным унимодальным особенностям Арнольда это даёт подход к их двойственности Арнольда, что было первым примером зеркальной симметрии. Дал описание компонента связности модулей вещественных поляризованных поверхностей {\displaystyle K_{3}} (самая цитируемая работа, более 100 цитирований согласно Mathematical Reviews).
В публикациях 1979—1984 гг. описал поверхности {\displaystyle K_{3}} с конечной группой автоморфизмов, что эквивалентно (в силу глобальной теоремы Торелли) описанию гиперболических целочисленных квадратичных форм, группы автоморфизмов которых порождены 2-отражениями с точностью до конечного индекса.

## Некоторые публикации
- Никулин В. В., Шафаревич И. Р. Геометрии и группы. Наука, М., 1983, 240 с.
- Никулин В. В. Конечные группы автоморфизмов келеровых поверхностей типа {\displaystyle K_{3}}. // Тр. ММО, 38, Изд-во Моск. ун-та, М., 1979, 75-137.
- Никулин В. В. Целочисленные симметрические билинейные формы и некоторые их геометрические приложения. // Изв. АН СССР. Сер. матем., 43:1 (1979), 111—177.
- Никулин В. В. Об арифметических группах, порождённых отражениями, в пространствах Лобачевского. // Изв. АН СССР. Сер. матем., 44:3 (1980), 637—669.
- Никулин В. В. О факторгруппах групп автоморфизмов гиперболических форм по подгруппам, порождённым 2-отражениями. Алгебро-геометрические приложения // Итоги науки и техн. Сер. Соврем. пробл. мат., 18, ВИНИТИ, М., 1981, 3-114.
- Гриценко В. А., Никулин В. В. Модулярные формы Игузы и «самые простые» лоренцевы алгебры Каца—Муди. // Матем. сб., 187:11 (1996), 27-66.

Более полный список публикаций приведён на сайте МИАН Архивная копия от 28 мая 2018 на Wayback Machine.